# Agente doble

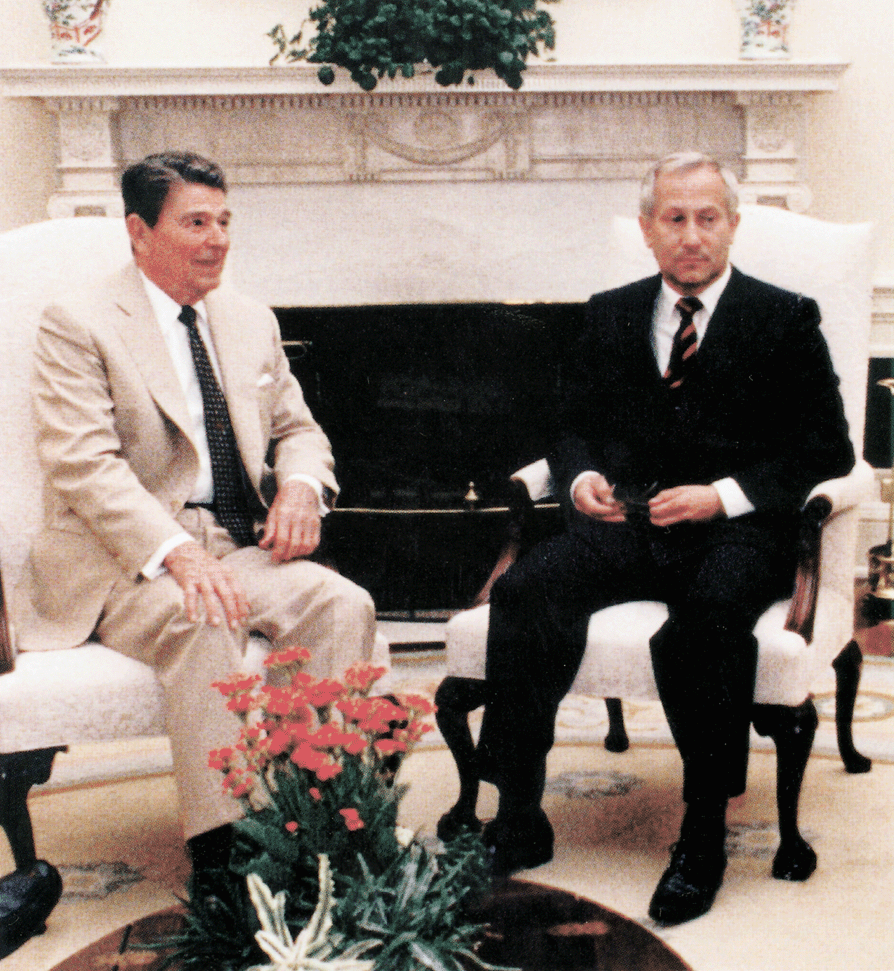
El presidente Reagan reunido con el agente doble Oleg Gordievsky

Agente doble o doble agente es un término de contrainteligencia que define a un miembro de una agencia de espionaje que supuestamente espía para otro organismo (el cual aparentemente actúa como controlador del mismo), pero que de hecho es —o termina siendo— leal a la primera organización.
Los agentes dobles pueden ser básicamente de dos orígenes:
- Los que, en realidad, siempre fueron fieles a la organización objetivo y que logran infiltrarse a la de su adversario o enemigo.
- Aquellos que fueron inicialmente fieles a su propia entidad y que luego se convirtieron ideológicamente o sufrieron un proceso de conversión, a veces de manera forzada (por ejemplo, a partir de la amenaza de ejecución por traición).

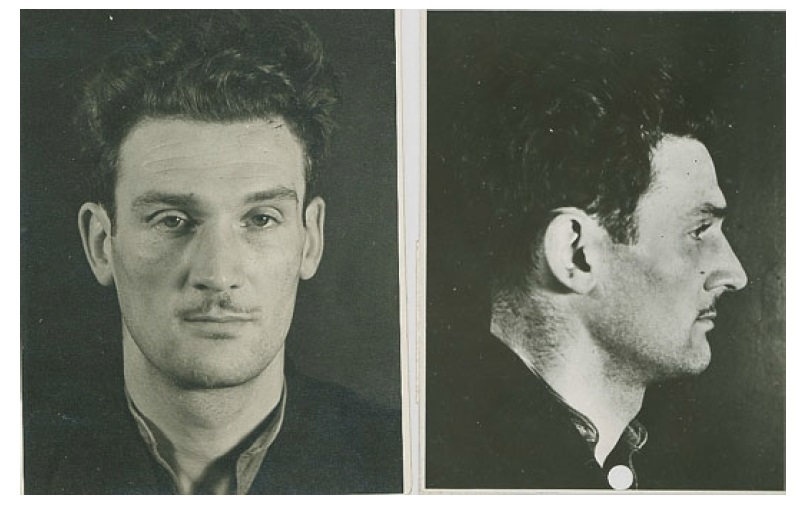
El agente doble Eddie Chapman (ZigZag)

Los doble agentes son usualmente utilizados para transmitir desinformación dentro de la organización de inteligencia infiltrada, o bien para identificar o desenmascarar a agentes de una agencia enemiga (como parte de las operaciones de contrainteligencia). Usualmente son receptores de la confianza de su organización controladora ya que la agencia objetivo le dará o pasará información verdadera, aunque inútil o inocua a fin de cuentas.
El término compuesto “doble agente” es a veces usado erróneamente en los medios de comunicación populares para referirse a alguien que simplemente actúa como un espía o un agente secreto. Un espía sencillamente proporciona información clasificada a su organización controladora.

## Agente triple
Por su parte, un triple agente finge o simula ser un doble agente supuestamente convertido a favor de una organización, pero en realidad sigue trabajando fielmente para su agencia controladora original. Usualmente, mantiene la confianza de la organización objetivo al brindarle información que es aparentemente importante pero que en realidad no lo es, siendo por el contrario engañosa, de poco valor real o de dudosa utilidad.

## Notables agentes dobles históricos
Los siguientes fueron algunos de los destacados agentes dobles que estuvieron activos durante la pasada Guerra Fría (1947-1989 aproximadamente). Entre paréntesis figura el país para el que en definitiva o efectivamente trabajaron.
- Aldrich Ames (URSS)
- George Blake (URSS)
- Kim Philby (URSS)
- Oleg Gordievski (RU)
- Oleg Penkovski (EE. UU.)
- Robert Hanssen (URSS)
- Juan Pujol (Garbo) (RU)
- Oren (RU)